# Meispelt
Meispelt (luxembourgeois: Meespelt) est une section de la commune luxembourgeoise de Kehlen située dans le canton de Capellen.